# Фридрих IV фон Гозек
Фридрих IV фон Гозек (на немски: Friedrich IV von Goseck; * 1085; † 26 май или юни 1125, Дингелщет) от фамилията Гозек от род Бурхардинги, е граф на Путелендорф (1085 – 1125) и от 1114 г. пфалцграф на Саксония.

## Биография
Той е единственият син на пфалцграф Фридрих III фон Гозек, пфалцграф на Саксония († убит на 5 февруари 1085) и съпругата му Аделхайд фон Щаде († 18 октомври 1110), дъщеря на граф Лотар Удо II фон Щаде маркграф на Северната марка († 1082) и на Ода фон Верл.
Ражда се малко след убийството на баща му. Майка му се омъжва втори път на 5 февруари 1088 г. за граф Лудвиг Скачащия от Тюрингия († 1123), който е заподозрян в убийството на баща му.
Римско-немският крал Хайнрих V прави Фридрих IV през 1114 г. пфалцграф на Саксония. Той умира през 1125 г. в Дингелщет и е погребан в Халберщат.

## Фамилия
Фридрих IV се жени 1116 г. за Агнес фон Лимбург (* ок. 1100; † 1129 – 1136), дъщеря на граф Хайнрих I фон Лимбург († 1119). Те имат децата:
- Хайнрих († 1126), пфалцграф на Саксония
- Фридрих V (* ок. 1117; † 31 януари 1179), епископ на Прага (1169 – 1179),
- Берта фон Путелендорф († 2 юли 1190), омъжена за граф Бертхолд I фон Хенеберг († 18 октомври 1159), бургграф на Вюрцбург

Вдовицата му Агнес се омъжва втори път за Вало II фон Фекенщет „Млади“ († 1126 убит).